# Badehotellet (film)
|  | Denne artikel er om filmen Badehotellet. Der er også en tv-serie med navnet, se Badehotellet. |
Badehotellet er en stumfilm fra 1915 med ukendt instruktør efter manuskript af Harriet Bloch.